# Nazikeda Kadın
Mediha Nazikeda Kadınefendi (en turco otomano: نازك ادا قادین, "Uno de modales delicados", 1848 - 11 de abril de 1895) fue la esposa del sultán Abdul Hamid II del Imperio Otomano.
El título completo era: Devletlu İsmetlu Baş Nazikeda Kadın Efendi Hazretleri

## Vida
Nazikeda nació en 1848 en Abjasia y era hija del príncipe Arzakan Bey Tsanba y su esposa, la princesa Esma Klıç. Su verdadero nombre es Mediha Tsanba. Era alta, tenía el pelo negro largo y lacio, ojos marrones y una belleza incomparable.
A una edad temprana, fue llevado a Constantinopla, donde fue entregadA a la corte de Cemile Sultan. Como todas las chicas nuevas que llegan, se le cambió el nombre y recibió su primer entrenamiento en el harén del palacio de la princesa. Durante su formación en el palacio aprendió a tocar el piano y a pintar.
Nazikeda creció para ser una joven y cuando cumplió quince años, Abdul Hamid, que todavía era Şehzade, la vio en la casa de su hermana Cemile Sultan y le pidió su mano en matrimonio. De hecho, Gemile también notó que la joven había encantado a su hermano e inmediatamente la dio en matrimonio. En 1863, Nazikeda se casó con Abdul Hamid en el Palacio de Dolmabahçe. Cuando Abdul Hamid ascendió al trono, ella ocupó el lugar de Baş-Kadinefendi y Jefa esposa imperial. Ella era digna de esta posición tanto por su alto espíritu como por su belleza.
Sin embargo, la felicidad de Nazikeda se vio perturbada por un terrible accidente. Una noche, mientras tocaba el piano, su hija, Ulviye Sultan, se quedó sola en su habitación. Los jornaleros comieron y jugaron en juegos. Ulviye, jugando con el encendedor de su madre, le prendió fuego a su vestido. Cuando llegó su madre ya pesar de sus esfuerzos, se quemó gravemente las manos e incluso el pecho. Era imposible quitarle el vestido en llamas. Tomó a su hijo en brazos y corrió pidiendo ayuda a gritos. Pero cuando llegaron los jornaleros en busca de ayuda, ya era demasiado tarde. La princesita murió. Abdul Hamid se deprimió tras la muerte de su primera hija.
Nazikenda murió el 11 de abril de 1895 en el Palacio de Yildiz a la edad de 47 años. Está enterrada en la Mezquita Yeni de Estambul.